# Croton adenocalyx
Espèce
Classification APG III (2009)
Croton adenocalyx est une espèce de plantes à fleurs du genre Croton et de la famille des Euphorbiaceae, originaire du Brésil (Piauí).
Il a pour synonyme :
- Oxydectes adenocalyx (Baill.) Kuntze